# Tygodnik Śremski
Tygodnik Śremski  – tygodnik społeczno-kulturalny i polityczny wydawany na terenie powiatu śremskiego i okolicznych miejscowości w latach 1992–2022. 

## Historia
„Tygodnik Śremski” został założony przez byłych dziennikarzy samorządowej „Gazety Śremskiej”, którzy w kwietniu 1992 r. postanowili odejść z gazety i założyć własne, niezależne czasopismo lokalne. „Tygodnik Śremski” był pierwszą prywatną gazetą lokalną po wojnie w Śremie. Pierwszy numer ukazał się 21 maja 1992 r.. Swoim zasięgiem czasopismo obejmowało gminy Brodnica, Dolsk, Książ, Śrem i Zaniemyśl. Zespół redakcyjny liczył 19 osób, dla większości z nich praca dziennikarska stanowiła jednak tylko dodatkowe zajęcie. Siedziba redakcji znajdowała się początkowo przy ul. Franciszkańskiej 1 w Śremie, następnie przy ul. Kościuszki/Popiełuszki, Wojska Polskiego 5, ostatnia siedziba przy ul. Grunwaldzkiej 1.
„Tygodnik Śremski” był początkowo wydawany przez prywatne spółki, w których udziałowcami byli lokalni przedsiębiorcy: P&W, a od 1995 r. Macwar. W 1998 r. został przejęty przez wydawnictwo Prasa Poznańska.
Od 18 sierpnia 1999 roku ukazywał się jako dodatek do „Gazety Poznańskiej”, wydawanej przez Oficynę Wydawniczą Wielkopolski. Po wchłonięciu Gazety Poznańskiej w 2006 r. przez „Głos Wielkopolski”  ukazywał się jako dodatek do tego dziennika, wydawanego przez Polskapresse, Oddział Prasa Poznańska. 
Okres największej popularności „Tygodnika Śremskiego” przypadał na lata 90. XX wieku. W 1995 r. format czasopisma zbliżony do A4 zmieniono na A3. Jak w przypadku innych czasopism ostatnie lata zaznaczyły się spadkiem nakładu mimo prób poszerzenia zasięgu (od 2017 r. tygodnik dystrybuowano w miastach i gminach: Kościan, Czempiń, Krzywiń, Śmigiel, Książ Wielkopolski, Brodnica, Zaniemyśl
W 2022 r. wydawca podjął decyzję o likwidacji papierowego wydania „Tygodnika Śremskiego”. Ostatni numer ukazał się 30 grudnia 2022 r. Obecnie działa jedynie strona internetowa srem.naszemiasto.pl, będąca kontynuacją czasopisma.

## Redaktorzy naczelni i prowadzący. Dziennikarze
Redaktorami naczelnymi i prowadzącymi „Tygodnika Śremskiego” w kolejnych latach byli:
- Maciej Waraczewski – od początku istnienia tygodnika do maja 1999 r. (później działał w bezpłatnym dwutygodniku „Nasz Olsztyniak”),
- Izabela Nowak z d. Domagała – redaktor naczelna i redaktor prowadząca od maja 1999 r. do stycznia 2003 r.; do sierpnia 2004 r. pełniąca funkcję dyrektor oddziału (później m.in. redaktor naczelna tygodnika „Polish Express” w Londynie),
- Jarosław Gojtowski – redaktor  naczelny od stycznia 2003 r. do stycznia 2006 r.,
- Jerzy Nowakowski – od września 2004 r. (zastąpił Izabelę Nowak) do kwietnia 2006 r.,
- Adam Pawłowski – redaktor naczelny od stycznia 2003 r.,
- Jarosław Podsiadły – redaktor prowadzący od maja 2006 r. do października 2009 r.,
- Paweł Mikos – redaktor prowadzący od listopada 2009 r.,
- Adrian Domański – redaktor prowadzący od maja 2010 r. do marca 2015 r.,
- Piotr Robakowski – redaktor prowadzący od lipca 2015 r. do lutego 2016 r.,
- Michał Jędrkowiak – redaktor prowadzący od lutego 2016 r. do 4 maja 2017 r.,
- Adam Pawłowski – redaktor naczelny od 2008 r.,
- Wojciech Wybranowski – redaktor naczelny od 4 czerwca 2021 r.

Na łamach „Tygodnika Śremskiego” publikowali m.in. Kazimierz Ginter, Marek Pioch, Waldemar Czajka, Katarzyna Chilińska (Madajka), Piotr Hoffmann, Zdzisława Dłużak, Ewa Pawlicka, Emil Modliński, Magdalena Okoniewska, Adrian Domański, Michał Czubak.